# Forever Amber
Forever Amber (br Entre o Amor e o Pecado / pt Amber Eterna) é um filme de drama romântico e histórico estadunidense de 1947, dirigido por Otto Preminger e John M. Stahl (não creditado) para a 20th Century Fox. O roteiro de Jerome Cady, Philip Dunne e Ring Lardner Jr. adapta o livro homônimo de Kathleen Winsor.
Otto Preminger substituiu como diretor a John M. Stahl após 39 dias de filmagens e 300.000,00 dólares gastos na produção. O orçamento original era de 4 e meio milhões de dólares.
O Código Hays havia condenado o romance, mas a menos de um mês da publicação os direitos para cinema foram comprados pela 20th Century Fox.
Em 1947, Linda Darnell ganhou o papel após a estrela original anunciada com bastante antecedência, a novata Peggy Cummins, ter se revelado muito inexperiente para aquele protagonismo. A personagem Amber no livro era assim chamada por causa da cor âmbar dos olhos mas no cinema os cabelos de Darnell foram pintados para ter essa cor. A publicidade da época comparou Forever Amber com Gone with the Wind. A pesquisa para encontrar a atriz que interpretasse Amber, uma beleza que fez fortuna na Inglaterra do século XVII usando os homens, seguiu o extensivo processo que havia culminado com a escolha de Vivien Leigh para o papel de Scarlett O'Hara.
A trilha sonora do filme, de autoria de David Raksin, foi indicada ao Óscar de "Melhor Trilha Sonora".

## Elenco
- Linda Darnell...Amber St. Clair
- Cornel Wilde...Bruce Carlton
- Richard Greene...Lorde Harry Almsbury
- George Sanders...Rei Charles II
- Glenn Langan...Capitão Rex Morgan
- Richard Haydn...Conde de Radcliffe
- Jessica Tandy...Nan Britton
- Anne Revere...Mãe Red Cap
- John Russell...Black Jack Mallard
- Jane Ball...Corinne Carlton
- Robert Coote...Sir Thomas Dudley
- Leo G. Carroll...Matt Goodgroome
- Natalie Draper...Condessa de Castlemaine
- Margaret Wycherly...Madame Spong
- Alma Kruger...Lady Redmond
- Lillian Molieri (creditada como Lupe Mayorga)...Rainha Catarina

## Sinopse
A história começa em 1644, durante a Guerra Civil Inglesa, quando uma bebê, chamada Amber, é abandonada por      nobres desconhecidos que fugiam de cavaleiros revoltosos e é encontrada por um casal de fazendeiros puritanos. A seguir, há um salto para 1660, quando Oliver Cromwell falecera e a monarquia é restabelecida com a subida ao trono do Rei Charles II. Amber já está crescida e se nega a se casar com um granjeiro como queriam seus pais adotivos e decide fugir para Londres quando conhece o garboso cavaleiro Bruce Carlton que estava de passagem. Ele se nega a levá-la mas Amber insiste e vai ao encontro dele numa hospedaria em Londres. Os dois iniciam um romance mas Carlton não gosta da Corte e consegue que o rei o mande para o mar como corsário, onde irá permanecer por bastante tempo. Amber fica sozinha e se descobre grávida, e inicia uma vida de dificuldades, sendo enganada e indo para a prisão de Newgate, onde consegue escapar com a ajuda do salteador Black Jack Mallet. Amber vai se envolvendo com vários homens inclusive com o próprio Rei, mas sempre anseia pelas voltas de Carlton, tentando a cada vez convencê-lo a ficar com ela e com o filho, também chamado Bruce.